# Linha de Wallace

Linha de Wallace entre as faunas da Ásia e da Australásia.

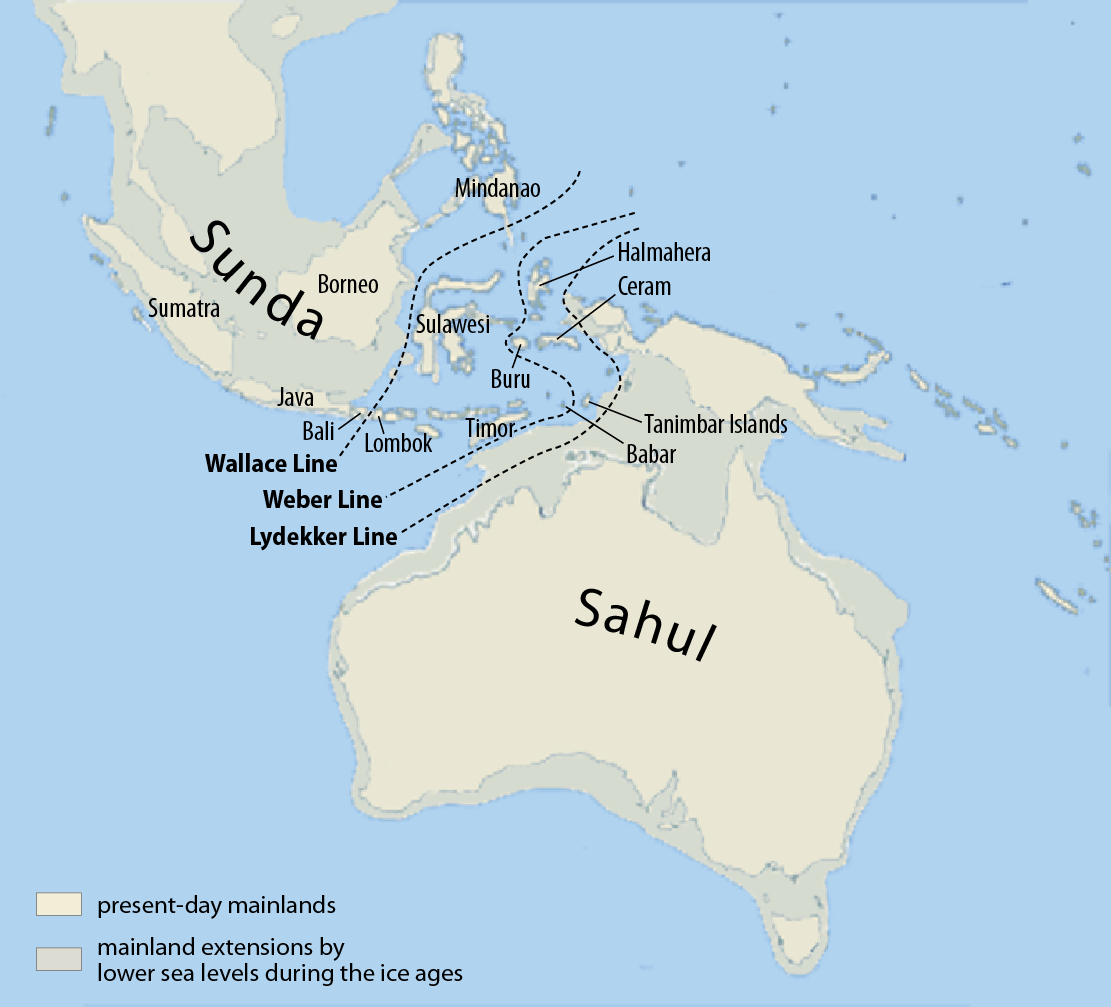
Linhas de Wallace, Weber e Lydekker.

A Linha de Wallace é uma fronteira que separa as regiões zoogeográficas da Ásia e da Australásia. A oeste e a norte da linha estão os organismos relacionados ao ecossistema asiático; a leste e a sul, os relacionados às espécies australasiáticas ou oceânicas. A linha foi identificada pelo naturalista Alfred Russel Wallace, e foi em sua homenagem que foi assim designada. Alfred Wallace foi o primeiro a notar a divisão entre os dois ecossistemas durante suas viagens pelas Índias Orientais no século XIX. A linha atravessa o Arquipélago Malaio, entre Bornéu e Celebes, e entre Bali (a oeste) e Lombok (a leste). Evidências da divisória já haviam sido notadas 300 anos antes por Antonio Pigafetta nos contrastes biológicos entre as Filipinas e as Ilhas das Especiarias, durante a viagem de Fernão de Magalhães em 1521.
A distância entre Bali e Lombok é pequena, apenas cerca de 35 km. As distribuições de várias espécies de aves observam a linha, já que vários pássaros se recusam a atravessar até mesmo os menores estreitos de mar aberto. Vários mamíferos voadores (morcegos) se distribuem em dos dois lados da Linha de Wallace, mas as espécies que não voam geralmente se limitam a um lado ou outro com raras exceções (como os roedores Hystrix).
A Australásia não se encerra em nenhuma área zoológica una, já que a fauna da Nova Zelândia é completamente diferente daquela na Austrália. Alguns zoólogos sugerem um termo para uma sub-área distinta compreendendo a Austrália, a Tasmânia e a Nova Guiné, dominada por marsupiais. Os nomes sugeridos para essa área são "Meganésia", "Sahul" ou "Australínea".